# Onthophagus thanwaakhomus
Onthophagus thanwaakhomus là một loài bọ cánh cứng trong họ Bọ hung (Scarabaeidae).